# Dennis Looze
Dennis Looze (Zaandam, 30 luglio 1972) è un triatleta olandese.

## Carriera
Nel 1996 ha vinto la medaglia d'argento ai campionati europei di Szombathely, dietro il belga Luc Van Lierde e davanti al tedesco Ralf Eggert.

## Titoli
- Campione nazionale di triathlon (Élite) - 1995, 1996, 1999, 2004
- Campione nazionale di triathlon distanza media (Élite) - 1999, 2007

## Curiosità
- È sposato con la triatleta Tracy Looze-Hargreaves.